# Салихова, Роза Гависовна
Салихова Роза Гависовна (род. 20 октября 1948, Усы, Актанышский район, Татарская АССР, РСФСР, СССР) — актриса Альметьевского татарского театра.

## Биография
Салихова Роза Гависовна родилась 11 октября 1948 года в деревне Усы Актанышского района ТАССР.
В Альметьевский татарский государственный драматический театр пришла в 1969 году молодой актрисей с яркими внешними данными: высокий рост, статная фигура, красивое лицо, музыкальный бархатный голос низкого тембра. После нескольких ролей ей дали главные роли.
В 2003 году окончила Институт дополнительного профессионального образования специалистов секторальная структура отрасли культуры, отделение «Мастерство актера драматического театра».
Сыграла ряд значительных ролей: Гульсу («Бишбулек» Т. Гиззата), Мирондолина («Трактирщица» («Хозяйка гостиницы») — комедия Карло Гольдони) и другие.
Звание заслуженная артистка Республики Татарстан она получила в 1992 году, в 1997 году она получила звание заслуженная артистка Республики Башкортостан.
С 1998 года она народная артистка Республики Татарстан.